# أكمة عقيل (ذي السفال)
اكمه عقيل (ذي السفال)

تعديل مصدري - تعديل

اكمه عقيل محلة تابعة لقرية الجامع، التابعة لعزلة الوحص بمديرية ذي السفال إحدى مديريات محافظة إب في الجمهورية اليمنية، بلغ تعداد سكانها 62 حسب تعداد اليمن لعام 2004.